# Gossypieae
Gossypieae je tribus iz porodice sljezovki, dio potporodice Malvoideae. Opisan je 1861.. na popisu je 9 rodova.

## Rodovi
1. Cephalohibiscus Ulbr. (1 sp.)
2. Cienfuegosia Cav. (28 spp.)
3. Lebronnecia Fosberg & Sachet (1 sp.)
4. Hampea Schltdl. (22 spp.)
5. Thespesia Sol. ex Corrêa (18 spp.)
6. Thepparatia Phuph. (1 sp.)
7. Gossypioides Skovst. (2 spp.)
8. Kokia Lewton (4 spp.)
9. Gossypium L. (51 spp.)